# Jean-Paul Savignac (réalisateur)
Pour les articles homonymes, voir Savignac.
Jean-Paul Savignac est un réalisateur français, né le 8 mai 1936 à Versailles.

## Biographie
Après ses études à l'École nationale supérieure des arts décoratifs, Jean-Paul Savignac a été assistant décorateur, puis l'assistant de Jean-Luc Godard et d'Agnès Varda : il réalise ensuite un premier long-métrage de fiction, Nick Carter et le trèfle rouge, interprété notamment par Eddie Constantine et Nicole Courcel.
Il abandonne le cinéma pour la peinture en 1975.

## Filmographie

### Réalisateur
- 1965 : Nick Carter et le trèfle rouge
- 1967 : Jean-Luc Godard (documentaire)
- 1973 : Député 73 (documentaire)
- 1975 : Les Liaisons perverses

### Directeur de la photographie
- 1972 : La Route de Jean-François Bizot
- 1973 : Député 73